# セニー・マユル
セニー・マユル（Senny Mayulu, 2006年5月17日 - ）は、フランスのル・ブラン＝メニル出身のプロサッカー選手。リーグ・アンのパリ・サンジェルマンFC所属。ポジションはミッドフィールダー。

## 経歴
2020年よりパリ・サンジェルマンFCのユースアカデミーに加入。2021年6月25日に3年間の契約延長に合意した。
2024年1月7日、クープ・ドゥ・フランスのUSルヴェル戦に途中出場してプロデビューした。同月20日、クープ・ドゥ・フランスのUSオルレアン・ロワレ戦でプロ初得点を記録した。3月18日のモンペリエHSC戦にて、リーグ・アンの公式戦に初出場した。4月6日のクレルモン・フット戦で得点を記録したが、VARによって取り消された。同月24日のFCロリアン戦に先発出場し、プロ初アシストを記録した。

## 代表歴
2023年から世代別のフランス代表に選出されている。

## タイトル

### クラブ
パリ・サンジェルマン
- リーグ・アン：2回（2023–24, 2024-25）
- クープ・ドゥ・フランス：2回（2023–24, 2024-25）
- UEFAチャンピオンズリーグ（2024-25）

## 家族
フランス生まれで、コンゴ民主共和国にルーツを持つ。
兄のファリー・マユルもプロサッカー選手。